# Lamecha Girma
Pour les articles homonymes, voir Girma.
Lamecha Girma, né le 26 novembre 2000 à Assella, est un athlète éthiopien spécialiste du 3 000 m steeple, vice-champion du monde en 2019, 2022 et 2023 et vice-champion olympique en 2021.
Il détient depuis le 9 juin 2023 le record du monde du 3 000 mètres steeple en 7 min 52 s 11, établi lors du Meeting de Paris. Il est également le détenteur du record du monde en salle du 3 000 mètres, établi le 15 février 2023 au cours du Meeting Hauts-de-France Pas-de-Calais.

## Biographie

### Première médaille mondiale à Doha (2019)
Médaillé de bronze aux championnats d'Afrique juniors 2019, Lamecha Girma se révèle lors des championnats du monde de Doha en décrochant à dix-huit ans la médaille d'argent du 3 000 mètres steeple. En finale, il établit un nouveau record d'Éthiopie en 8 min 1 s 36, devancé d'un centième de seconde seulement par le Kényan Conseslus Kipruto.

### Vice-champion olympique à Tokyo (2021)
Vainqueur du Meeting Herculis 2021, il participe quelques jours plus tard aux Jeux olympiques de Tokyo à Tokyo. En tête de la course à 200 m de l'arrivée en compagnie du Marocain Soufiane el-Bakkali et du Kényan Benjamin Kigen, il est finalement dépassé par el-Bakkali qui est sacré champion olympique, mais Girma parvient à remporter la médaille d'argent en 8 min 10 s 38.

### Record du monde du 3 000 m steeple et nouvelles médailles d'argent mondiales (2022-2023)
En 2022, l'Ethiopien se classe deuxième du 3 000 mètres des championnats du monde en salle à Belgrade, devancé par son compatriote Selemon Barega. Le 31 mai à Ostrava, il descend pour la première fois sous la barrière des 8 minutes sur 3 000 m steeple en réalisant le temps de 7 min 58 s 68, nouveau record d'Éthiopie. Il effectue ensuite deux nouvelles performances en-dessous des 8 minutes en réalisant 7 min 59 s 24 le 5 juin à Rabat, et 7 min 59 s 23 le 9 juin à Rome, devenant le premier athlète à réaliser un tel enchaînement en dix jours. Il empoche la médaille d'argent du steeple lors des championnats du monde 2022, à Eugene, devancé une nouvelle fois par Soufiane el-Bakkali.
Le 15 février 2023, lors du meeting en salle de Liévin, Girma bat le record du monde du 3 000 mètres en salle, en 7 min 23 s 81, anciennement détenu par le Kényan Daniel Kipngetich Komen depuis février 1998 (avec un temps de 7 min 24 s 90). Le 9 juin 2023, au cours du Meeting de Paris, il bat de plus d'une seconde et demie le record du monde du 3 000 mètres steeple détenu depuis 2004 par le Qatarien Saif Saaeed Shaheen en parcourant la distance en 7 min 52 s 11.
Malgré ces performances, il est une nouvelle fois battu par Soufiane el-Bakkali en finale des Mondiaux 2023 à Budapest. C'est la troisième fois de suite que l'Éthiopien est dominé par le Marocain en finale de grands championnats, et la quatrième fois d'affilée que Girma échoue à la deuxième place.
En 2024, pour son premier steeple de l'année, il est vainqueur en 8 min 1 s 63 au Bauhaus-Galan de Stockholm.
Aux Jeux olympiques de Paris, alors qu'en finale il est dans le groupe de tête à 200 m de l'arrivée, il chute lourdement et doit être évacué sur une civière.

## Palmarès
| Date | Compétition                        | Lieu                               | Résultat | Épreuve         | Temps         |
| ---- | ---------------------------------- | ---------------------------------- | -------- | --------------- | ------------- |
| 2019 | Championnats d'Afrique juniors     | Abidjan                            | 3e       | 3 000 m steeple | 8 min 48 s 56 |
| 2019 | Championnats du monde              | Doha                               | 2e       | 3 000 m steeple | 8 min 01 s 36 |
| 2021 | Circuit mondial en salle de l'IAAF | Circuit mondial en salle de l'IAAF | 1er      | 3 000 m         | 17 pts        |
| 2021 | Jeux olympiques                    | Tokyo                              | 2e       | 3 000 m steeple | 8 min 10 s 38 |
| 2022 | Championnats du monde en salle     | Belgrade                           | 2e       | 3 000 m         | 7 min 41 s 63 |
| 2022 | Championnats du monde              | Eugene                             | 2e       | 3 000 m steeple | 8 min 26 s 01 |
| 2023 | Championnats du monde              | Budapest                           | 2e       | 3 000 m steeple | 8 min 5 s 44  |
| 2024 | Jeux olympiques                    | Paris                              | DNF      | 3 000 m steeple |               |

## Records
| Épreuve         | Performance        | Lieu         | Date            |              |
| En plein air    | En plein air       | En plein air | En plein air    | En plein air |
| --------------- | ------------------ | ------------ | --------------- | ------------ |
| 1 500 m         | 3 min 29 s 51 (NR) | Lausanne     | 30 juin 2023    |              |
| 3 000 m steeple | 7 min 52 s 11 (WR) | Paris        | 9 juin 2023     |              |
| 5 000 m         | 12 min 58 s 96     | Xiamen       | 20 avril 2024   |              |
| En salle        |                    |              |                 |              |
| 1 500 m         | 3 min 35 s 60      | Val-de-Reuil | 14 février 2021 |              |
| 3 000 m         | 7 min 23 s 81 (WR) | Liévin       | 15 février 2023 |              |